# Lithophyllum bipartitum
Lithophyllum bipartitum M. Lemoine é o nome botânico de uma espécie de algas vermelhas pluricelulares do gênero Lithophyllum, família Corallinaceae.
- São algas marinhas encontradas nos Açores.

## Sinonímia
Não apresenta sinônimos.